# Choi Young-Hwan
Choi Young-Hwan (14 de abril de 1983) es un deportista surcoreano que compitió en judo. Ganó una medalla de plata en el Campeonato Asiático de Judo de 2003 en la categoría abierta.

## Palmarés internacional
| Campeonato Asiático | Campeonato Asiático  | Campeonato Asiático | Campeonato Asiático |
| Año                 | Lugar                | Medalla             | Categoría           |
| ------------------- | -------------------- | ------------------- | ------------------- |
| 2003                | Jeju (Corea del Sur) | Medalla de plata    | Abierta             |